# Landolphia macrantha
Landolphia macrantha är en oleanderväxtart som först beskrevs av Karl Moritz Schumann, och fick sitt nu gällande namn av Marcel Pichon. Landolphia macrantha ingår i släktet Landolphia och familjen oleanderväxter. Inga underarter finns listade i Catalogue of Life.